# L. Onerva
Hilja Onerva Madetoja (pseudonymen L. Onerva),  född 28 april 1882 i Helsingfors, död där 1 mars 1972, var en finländsk författare. Hon ingick 1913 äktenskap med tonsättaren Leevi Madetoja (död 1947).
Madetoja, som var dotter till sågverksdisponenten Johan Lehtinen  och Serafina Saarholm, blev student 1901, avlade lärarinneexamen vid fortbildningsläroverket 1902. Hon studerade även vid Helsingfors universitet samt bedrev språkstudier i Paris 1904 och konsthistoriska studier i Dresden, München, Paris, Florens och Rom. Hon var lärarinna i franska vid Helsingfors finska fortsättningsklass 1907–1908, konst-, litteratur- och teaterkritiker i veckobladet Päivä 1909–1910, i Helsingin Sanomat 1910–1911, litteraturkritiker i Helsingin Sanomat 1925–1926 och redaktionssekreterare i veckotidskriften Sunnuntai 1915–1917. 
Madetoja, som tillhörde kretsen kring Eino Leino (hon var i många år hans älskarinna), om vilken hon skrev en personligt färgad biografi (två band, 1932), var en av de mest betydande kvinnliga finska lyrikerna under början av 1900-talet. Tidvis skrev hon även dikter på svenska. Med sin diktning, som präglas av disharmoni, men som samtidigt genomsyras av ett starkt frihetspatos, var hon en typisk representant för brytningstiden vid sekelskiftet. Från mitten av 1910-talet blev hennes åskådning mera religiös, vilket framträdde bland annat i diktsamlingen Kaukainen kevät (1914), som utkom tio år efter debuten. 
Madetoja utgav över tjugo diktböcker och ett mindre antal novellsamlingar och romaner med kvinnosakstendens, bland annat debutromanen Mirdja (1908, nytryck 1982, svensk översättning 1995), som innehåller antydningar om ett självupplevt triangeldrama, och den likaså för tidens sätt att se vågade Inari (1913). Maken Leevi Madetoja tonsatte flera av hennes dikter. Paret led av grava alkoholproblem, och hustrun förvarades mot sin vilja på sinnessjukhus 1941–1947, så att makens skaparförmåga inte skulle lida avbräck. Hennes lyrik i urval utkom 1956. Hon var även bildkonstnär. Långt efter hennes död upptäcktes hundratals akvareller och teckningar, de flesta tillkomna under åren på mentalsjukhus. Många av bilderna är expressiva självporträtt som gestaltar psykiska gränstillstånd. 
Madetoja tilldelades Aleksis Kivipriset 1944,  Finska kulturfondens hederspris 1952 och Pro Finlandia-medaljen 1967. Hon blev hedersledamot av Suomen Kirjailijaliitto 1932. Hon ligger begravd på Sandudds begravningsplats.